# Rial iranien
Pour les articles homonymes, voir Rial et IRR.
Le rial (ریال en persan ; code ISO 4217 : IRR) est la monnaie officielle de l'Iran.
Le mot vient du réal, pièce d'argent espagnole acceptée au Proche-Orient.
Un rial se décompose en 100 dinars, mais le rial a si peu de valeur aujourd'hui que les fractions de rial ne sont plus utilisées.
En revanche, les Iraniens utilisent quotidiennement le terme touman ou toman (persan : تومان), qui vaut 10 rials.
Il n'existe pas de symbole officiel pour la devise, mais le standard iranien ISIRI 820 définit un symbole pour l'usage typographique, et les deux standards iraniens ISIRI 2900 et ISIRI 3342 définissent un caractère devant être utilisé. L'Unicode a une compatibilité pour le caractère défini comme symbole du rial : ﷼ à la position U+FDFC.
Les pièces en circulation sont : 50, 100, 250, et 500 rials. Les pièces de cinq et dix rials ont cours légal mais ne sont plus émises. Les billets en circulation sont : 1 000, 2 000, 5 000, 10 000, 20 000, 50 000 rials, 100 000, 500 000 et 1 000 000 de rials.

## Historique

### Premier rial (1798-1825)
Remplaçant le shahi en tant qu'unité monétaire officielle, le rial a été introduit pour la première fois en 1798 en tant que pièce valant 1 250 dinars ou ⅛ de toman. En 1825, le rial a cessé d'être émis, avec l'émission du kran (1/10 de toman) subdivisé en 20 shahis ou 1 000 dinar pour se conformer au système décimal. 

### Second rial (1932-aujourd'hui)
Le rial a remplacé le kran et le toman à parité en 1932, subdivisé en 2 shahis ou 100 dinars. Le toman n'est plus en usage en tant que monnaie officielle, mais le terme a toujours une signification en tant qu'équivalant à 10 rials. La plupart des Iraniens ne parlent qu'en tomans quand ils parlent d'argent. L'émission de billets de banque à partir de 1930 passe par la Bānk-e mellī-e Īrān, première banque centrale de l'histoire du pays.
Le 12 mars 2007, l'Iran a mis en circulation un nouveau billet d'une valeur de 50 000 rials portant un symbole nucléaire, une initiative destinée à présenter comme irréversible le programme national d'enrichissement d'uranium face aux menaces de sanctions internationales. Le symbole est constitué d'électrons tournant autour d'un noyau sur une carte de l'Iran, de couleurs orange, verte et bleue.
Le 28 décembre 2011, le projet de loi "Lutte contre le trafic de marchandise et de monnaie" a été soumis au vote de l'Assemblée consultative islamique , et il a été définitivement approuvé. À la suite de l'approbation de cette loi, le gouvernement et l'assemblée ont accepté deux taux de change pour la monnaie iranienne, un taux fixe et officiel que seuls les commerçants auront touché pour importer des marchandises et des services nécessaires, et un deuxième taux pour tout autre échange financier.
En décembre 2015, le taux d'échange du dollar est de 30 096 rials, et un euro égale 31 795 rials.
Le rial connait en 2018 beaucoup de difficultés. Il s'est en effet déprécié de 80 % depuis 2015. Le taux actuel en mars 2018 est de 58 500 rials pour 1 €. Depuis la sortie des États-Unis de l'accord sur le nucléaire iranien, l'Iran connaît une crise monétaire sans précédent. En effet, la Banque centrale iranienne n'autorise plus le changement de devises dans les bureaux de change ce qui a favorisé le développement du marché noir.
Le rial s'est déprécié de 60 % depuis février 2018, le taux officiel est de 42 000 rials pour un dollar alors qu'il est vendu à 95 000 rials pour un dollar au marché noir en juillet 2018. Les sanctions unilatérales des États-Unis vis-à-vis de la république islamique d'Iran sont entrées en vigueur le 7 août 2018 ce qui risque d'accentuer encore la dépréciation du rial iranien.
En juillet 2019, l'Iran annonce un plan pour la refonte de sa monnaie qui est renommée toman, avec un taux de change d'un toman pour 10 000 rials.
Le gouvernement iranien continue à mettre en pratique le double taux de change, le taux officiel est déterminé et régulièrement mis à jour par la banque centrale d'Iran et le taux libre est déclaré par le Bureau national de change. Jusqu'en octobre 2021, le taux officiel est toujours 42 000 rials pour 1 dollar (48 800 rials pour 1 euro) mais le taux libre est de 267 000 rials pour 1 dollar (309 000 rials pour 1 euro). Il y a un écart notable entre les deux taux et c'est le taux libre qui influence la vie quotidienne de la population, car le taux officiel est réservé à certaines personnes et commerces qui importent des marchandises nécessaires comme la matière première des grandes industries, mais dans la vie réelle des Iraniens cela n'a pas d'effet positif. Le pouvoir d'achat en Iran a baissé et il est dans un état critique,,,.
Le 1er novembre 2022, le rial atteint un nouveau plus bas avec un taux de 338 000 rials pour 1 dollar.